# ريو ميزونو
ريو ميزونو (باليابانية: 水野良؛ بالكانا: みずの りょう) هو كاتب ياباني، ولد في 13 يوليو 1963 في أوساكا في اليابان.

## وصلات خارجية
- ريو ميزونو على موقع IMDb (الإنجليزية)
- ريو ميزونو على موقع ميوزك برينز (الإنجليزية)
- ريو ميزونو على موقع قاعدة بيانات الفيلم (الإنجليزية)
- ريو ميزونو على موقع ANN person (الإنجليزية)